# 阿尼奥西内
阿尼奥西内（義大利語：Agnosine），是意大利布雷西亚省的一个市镇。总面积13平方公里，人口1842人，人口密度141.7人/平方公里（2009年）。国家统计（ISTAT）代码为017003。